# Viola cuatrecasasii
Viola cuatrecasasii là một loài thực vật có hoa trong họ Hoa tím. Loài này được L.B. Sm. & A. Fernández miêu tả khoa học đầu tiên năm 1954.